# Marion (Alabama)
Marion is een plaats (city) in de Amerikaanse staat Alabama, en valt bestuurlijk gezien onder Perry County.

## Demografie
Bij de volkstelling in 2000 werd het aantal inwoners vastgesteld op 3511.
In 2006 is het aantal inwoners door het United States Census Bureau geschat op 3388, een daling van 123 (-3,5%).

## Geografie
Volgens het United States Census Bureau beslaat de plaats een oppervlakte van
27,7 km², waarvan 27,4 km² land en 0,3 km² water.

## Plaatsen in de nabije omgeving
De onderstaande figuur toont de plaatsen in een straal van 40 km rond Marion.

## Geboren
- Coretta Scott King (1927-2006), activiste